# 서도 (예술)

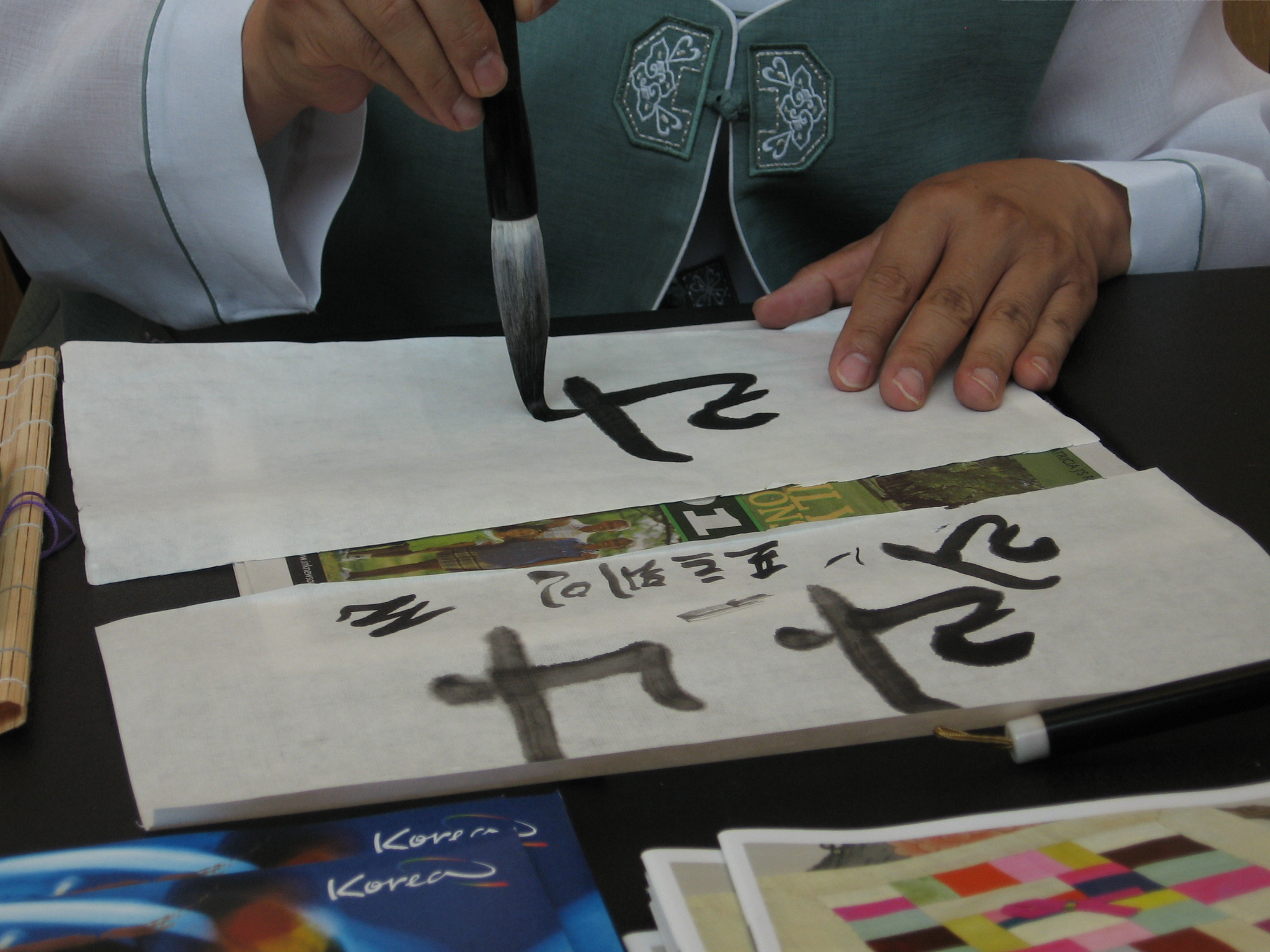
한글 서도

서도(書道, 그리스어 καλλιγραψτα(kalligraphía) '아름다운 글쓰기'에서 유래)는 글쓰기와 관련된 시각 예술이다. 펜, 붓 또는 기타 필기구를 사용하여 글자를 디자인하고 실행하는 것이다. 현대의 서도적 실천은 "표현력이 풍부하고 조화로우며 능숙한 방식으로 기호에 형태를 부여하는 예술"로 정의될 수 있다.
서면 형식에 더 많은 유연성이 허용되는 동아시아와 이슬람 세계에서 서도는 중요한 예술 형식으로 간주되며 형식은 텍스트의 의미 또는 다른 단어의 영향을 받을 수 있다. 그러나 서구에서는 텍스트에 대한 해석이 거의 또는 전혀 시도되지 않은 채 일반적으로 각 글 내에서 일관되는 매력적인 글을 달성하는 것만 목표로 간주된다.
현대 서양 서도의 범위는 기능적인 비문과 디자인부터 글자를 읽을 수도 있고 읽을 수 없는 미술 작품까지 다양하다. 고전 서도는 서체 디자인 및 비고전적인 손글씨와 다르지만 서예가는 두 가지 모두를 연습할 수 있다.
서양 서도는 청첩장 및 행사 초대장, 글꼴 디자인 및 타이포그래피, 독창적인 손으로 쓴 로고 디자인, 종교 예술, 공지 사항, 그래픽 디자인 및 의뢰 서도 예술, 절단석 비문 및 기념 문서의 형태로 계속해서 번창하고 있다. 또한 소품, 영화 및 TV용 동영상, 추천서, 출생 및 사망 증명서, 지도 및 기타 서면 작품에도 사용된다.

## 같이 보기
- 흑자체
- 브라흐미 문자
- 필기체
- 문자의 역사
- 레터링
- 고문자학
- 서법 (쓰기)